# Bulgarie aux Jeux olympiques d'hiver de 1988
La Bulgarie participe aux Jeux olympiques d'hiver de 1988, qui ont lieu à Calgary au Canada. Ce pays, représenté par 26 athlètes, prend part aux Jeux d'hiver pour la 12e fois de son histoire. Il ne remporte pas de médaille.

## Résultats

### Biathlon

#### Hommes
| Épreuve      | Athlète              | Manquées 1 | Temps         | Rang |
| ------------ | -------------------- | ---------- | ------------- | ---- |
| Sprint 10 km | Vasil Bozhilov       | 2          | 28 min 06 s 5 | 43   |
| Sprint 10 km | Vladimir Velichkov   | 2          | 27 min 48 s 8 | 38   |
| Sprint 10 km | Khristo Vodenicharov | 1          | 27 min 40 s 5 | 36   |
| Sprint 10 km | Krasimir Videnov     | 1          | 27 min 31 s 1 | 29   |

| Épreuve | Athlète              | Temps         | Manquées | Temps ajusté 2    | Rang |
| ------- | -------------------- | ------------- | -------- | ----------------- | ---- |
| 20 km   | Khristo Kovachki     | 59 min 15 s 6 | 7        | 1 h 06 min 15 s 6 | 55   |
| 20 km   | Vladimir Bozhilov    | 56 min 56 s 5 | 4        | 1 h 00 min 56 s 5 | 21   |
| 20 km   | Vasil Bozhilov       | 56 min 49 s 8 | 4        | 1 h 00 min 49 s 8 | 19   |
| 20 km   | Khristo Vodenicharov | 58 min 20 s 8 | 2        | 1 h 00 min 20 s 8 | 15   |

#### Relais hommes 4 × 7,5 km
| Athlètes                                                                | Course     | Course            | Course |
| Athlètes                                                                | Manquées 1 | Temps             | Rang   |
| ----------------------------------------------------------------------- | ---------- | ----------------- | ------ |
| Vasil Bozhilov Vladimir Velichkov Krasimir Videnov Khristo Vodenicharov | 7          | 1 h 29 min 24 s 9 | 8      |

1 Une boucle de pénalité 150 mètres par cible manquée doit être parcourue.

2 Une minute ajoutée par cible manquée.

### Bobsleigh
| Bob   | Athlètes                               | Épreuve           | Manche 1 | Manche 1 | Manche 2      | Manche 2 | Manche 3      | Manche 3 | Manche 4      | Manche 4 | Total         | Total |
| Bob   | Athlètes                               | Épreuve           | Temps    | Rang     | Temps         | Rang     | Temps         | Rang     | Temps         | Rang     | Temps         | Rang  |
| ----- | -------------------------------------- | ----------------- | -------- | -------- | ------------- | -------- | ------------- | -------- | ------------- | -------- | ------------- | ----- |
| BUL-1 | Tsvetozar Viktorov Aleksandar Simeonov | Bob à deux hommes | 58 s 82  | 22       | 1 min 00 s 74 | 26       | 1 min 01 s 35 | 23       | 1 min 00 s 26 | 20       | 4 min 01 s 17 | 22    |
| BUL-2 | Todor Todorov Nikolay Botev            | Bob à deux hommes | 59 s 68  | 32       | 1 min 01 s 44 | 34       | 1 min 02 s 05 | 33       | 1 min 01 s 64 | 33       | 4 min 04 s 81 | 32    |

| Bob   | Athlètes                                                           | Épreuve             | Manche 1 | Manche 1 | Manche 2 | Manche 2 | Manche 3 | Manche 3 | Manche 4 | Manche 4 | Total         | Total |
| Bob   | Athlètes                                                           | Épreuve             | Temps    | Rang     | Temps    | Rang     | Temps    | Rang     | Temps    | Rang     | Temps         | Rang  |
| ----- | ------------------------------------------------------------------ | ------------------- | -------- | -------- | -------- | -------- | -------- | -------- | -------- | -------- | ------------- | ----- |
| BUL-1 | Tsvetozar Viktorov Plamen Stamov Nikolay Botev Aleksandar Simeonov | Bob à quatre hommes | 57 s 72  | 21       | 59 s 07  | 24       | 58 s 20  | 24       | 58 s 67  | 21       | 3 min 53 s 66 | 24    |

### Luge

#### Doubles hommes
| Athlètes                      | Manche 1 | Manche 1 | Manche 2 | Manche 2 | Total          | Total |
| Athlètes                      | Temps    | Rang     | Temps    | Rang     | Temps          | Rang  |
| ----------------------------- | -------- | -------- | -------- | -------- | -------------- | ----- |
| Krasimir Kamenov Mitko Bachev | 51 s 957 | 18       | 48 s 620 | 16       | 1 min 40 s 577 | 18    |

#### Femmes
| Athlète          | Manche 1 | Manche 1 | Manche 2 | Manche 2 | Manche 3 | Manche 3 | Manche 4 | Manche 4 | Total          | Total |
| Athlète          | Temps    | Rang     | Temps    | Rang     | Temps    | Rang     | Temps    | Rang     | Temps          | Rang  |
| ---------------- | -------- | -------- | -------- | -------- | -------- | -------- | -------- | -------- | -------------- | ----- |
| Simoneta Racheva | 48 s 790 | 23       | 48 s 836 | 23       | 48 s 698 | 22       | 48 s 533 | 23       | 3 min 14 s 857 | 23    |

### Patinage artistique

#### Hommes
| Athlète        | CF | SP | FS           | TFP             | Rang |
| -------------- | -- | -- | ------------ | --------------- | ---- |
| Boyko Aleksiev | 26 | 27 | Non qualifié | N'a pas terminé | –    |

#### Femmes
| Athlète        | CF | SP | FS            | TFP             | Rang |
| -------------- | -- | -- | ------------- | --------------- | ---- |
| Petia Gavazova | 30 | 26 | Non qualifiée | N'a pas terminé | –    |

### Saut à ski
| Athlète           | Épreuve         | Saut 1   | Saut 1 | Saut 2   | Saut 2 | Total  | Total |
| Athlète           | Épreuve         | Distance | Points | Distance | Points | Points | Rang  |
| ----------------- | --------------- | -------- | ------ | -------- | ------ | ------ | ----- |
| Emil Zografski    | Tremplin normal | 77,0 m   | 83,3   | 78,0 m   | 87,9   | 171,2  | 40    |
| Vladimir Breychev | Tremplin normal | 79,0 m   | 90,0   | 71,0 m   | 69,7   | 159,7  | 53    |
| Vladimir Breychev | Grand tremplin  | 101,5 m  | 86,5   | 86,5 m   | 61,0   | 147,5  | 46    |
| Emil Zografski    | Grand tremplin  | 101,5 m  | 88,0   | 94,0 m   | 73,0   | 161,0  | 40    |

### Ski alpin

#### Hommes
| Athlète               | Épreuve      | Manche 1        | Manche 2        | Total           | Total           |
| Athlète               | Épreuve      | Temps           | Temps           | Temps           | Rang            |
| --------------------- | ------------ | --------------- | --------------- | --------------- | --------------- |
| Stefan Shalamanov     | Slalom géant | N'a pas terminé | N'a pas terminé | N'a pas terminé | N'a pas terminé |
| Borislav Dimitrachkov | Slalom géant | N'a pas terminé | N'a pas terminé | N'a pas terminé | N'a pas terminé |
| Lyubomir Popov        | Slalom géant | 1 min 10 s 73   | N'a pas terminé | N'a pas terminé | N'a pas terminé |
| Stefan Shalamanov     | Slalom       | 58 s 68         | 53 s 69         | 1 min 52 s 37   | 23              |
| Lyubomir Popov        | Slalom       | 57 s 78         | 53 s 03         | 1 min 50 s 81   | 19              |
| Borislav Dimitrachkov | Slalom       | 57 s 58         | 53 s 23         | 1 min 50 s 81   | 19              |
| Petar Popangelov      | Slalom       | 55 s 14         | 51 s 20         | 1 min 46 s 34   | 16              |

### Ski de fond

#### Hommes
| Épreuve | Athlète            | Course            | Course          |
| Épreuve | Athlète            | Temps             | Rang            |
| ------- | ------------------ | ----------------- | --------------- |
| 15 km   | Atanas Simidchiev  | 49 min 53 s 6     | 67              |
| 15 km   | Mano Ketenzhiev    | 48 min 54 s 7     | 64              |
| 15 km   | Todor Makhov       | 47 min 47 s 5     | 55              |
| 15 km   | Svetoslav Atanasov | 46 min 43 s 0     | 49              |
| 30 km   | Mano Ketenzhiev    | 1 h 34 min 57 s 0 | 48              |
| 30 km   | Todor Makhov       | 1 h 33 min 25 s 5 | 41              |
| 30 km   | Ivan Smilenov      | 1 h 32 min 26 s 9 | 36              |
| 30 km   | Svetoslav Atanasov | 1 h 31 min 15 s 7 | 28              |
| 50 km   | Mano Ketenzhiev    | N'a pas terminé   | N'a pas terminé |
| 50 km   | Todor Makhov       | N'a pas terminé   | N'a pas terminé |
| 50 km   | Atanas Simidchiev  | 2 h 17 min 02 s 4 | 40              |

#### Relais hommes 4 × 10 km
| Athlètes                                                        | Course            | Course |
| Athlètes                                                        | Temps             | Rang   |
| --------------------------------------------------------------- | ----------------- | ------ |
| Svetoslav Atanasov Ivan Smilenov Atanas Simidchiev Todor Makhov | 1 h 49 min 27 s 9 | 12     |